# Anis Mehmeti
Pour les articles homonymes, voir Mehmeti.
Anis Mahmeti, né le 9 janvier 2001 à Islington (Angleterre), est un footballeur international albanais, qui évolue au poste de milieu de terrain au Bristol City.

## Biographie

### En club
Né à Islington, Anis Mahmeti est formé par le Norwich City. 
Le 29 septembre 2020, il rejoint le Wycombe Wanderers jusqu'à l'hiver 2023. Il joue son premier match en professionnel le 17 octobre 2020, face au Millwall FC.
Le 31 janvier 2023, il signe à Bristol City pour un contrat de trois ans et demi. Les frais, bien que non divulgués, constituaient un record entrant pour le club de Wycombe.

### En sélection
Anis Mahmeti représente l'Albanie en sélection. Le 25 mai 2021, il est appelé avec l'Albanie espoirs pour les matchs de qualification pour le Championnat d'Europe Espoirs 2023 contre Andorre et la Bulgarie.
En mars 2023, il joue son premier match international contre la Pologne lors des éliminatoires du Championnat d'Europe de 2024.